# Kazan-rettō
Kazan-rettō (jap. 火山列島, dt. „Vulkaninselkette“), im Englischen auch Volcano Islands genannt, oder Iō-rettō (硫黄列島, dt. „Schwefelinseln“), bezeichnet eine kleine Inselgruppe, die etwa 1200 km südöstlich der japanischen Hauptinsel Honshū liegt. Administrativ zählt die Inselkette zur Gemeinde (mura, auch Dorf) Ogasawara und damit zur japanischen Präfektur Tokio.

## Geographie
Die Inselkette liegt 150 km südwestlich von Ogasawara-guntō (auch „Bonininseln“) sowie 200 km südlich der Insel Nishinoshhima, die auf dem gleichen untermeerischen Rücken liegt. Sie besteht aus drei Inseln, die über eine Entfernung von fast 140 km von Norden nach Süden liegen:
- Kita-Iwojima (北硫黄島, Kita-Iōtō, wörtlich: „Nord-Schwefelinsel“, 25° 26′ 2″ N, 141° 17′ 0″ O), 5,57 km², 792 m (Sakaki-ga-mine).
- Iwojima (硫黄島, Iōtō, wörtlich: „Schwefelinsel“, 24° 47′ N, 141° 19′ O), 20,60 km², 166 m (Suribachi-yama).
- Minami-Iwojima (南硫黄島, Minami-Iōtō, wörtlich: „Süd-Schwefelinsel“, 24° 14′ 1″ N, 141° 27′ 45″ O), 3,54 km², 916 m.

Daneben zählen in geografischer Hinsicht auch einige untermeerische Vulkane zu Kazan-rettō.
Die aktuell unbewohnten Inseln weisen zusammen eine Fläche von knapp 30 km² auf und erreichen eine Höhe von 916 m (auf Minami-Iwojima) über dem Meer. Sie liegen auf einem vulkanisch aktivem Meeresrücken („Honshū-Rücken“), der sich von Honshū über die Izu-Inseln bis zu den Marianen erstreckt.
Die Inseln haben gegenwärtig keine Zivilbevölkerung, Iwojima ist jedoch ein Luftwaffenstützpunkt mit 400 Soldaten (Iwojima Air Base, IATA-Code IWO, ICAO-Code RJAW).

## Geschichte
Die Inseln wurden 1543 durch Bernardo de la Torre entdeckt und deshalb von Spanien beansprucht, jedoch ohne Nachdruck, da keine weitere Erforschung oder gar Besiedlung erfolgte. Auf historischen europäischen Seekarten wurden für 1594 erstmals die beiden Eilande Colunas aufgeführt, von denen eine Theorie sie mit Kazan-rettō identifiziert. In einer 1785 publizierten, französischsprachigen Karte der Dritten Südseereise von James Cook wird die Hauptinsel bereits als Isle de Soufre bezeichnet, die zwei kleineren Nebeninseln als Süd- und Nordinsel.
Die Inseln wurden erstmals 1887 offiziell von Japanern besucht, und 1891 in das Kaiserreich integriert.
Die beiden nördlichen Inseln Kita-Iwojima und Iwojima waren früher bewohnt, Minami-Iwojima dagegen nicht. Die Besiedlung erfolgte 1889, noch vor der offiziellen Integration in den japanischen Staatsverband, durch Farmpächter von den Izu-Inseln. Anfänglich wurde Baumwolle angebaut, jedoch mit wenig Erfolg, und etwa 1910 wurde auf Zuckerrohr umgestellt. Die Zuckerproduktion erreichte während des Ersten Weltkriegs ihren Höchststand. Der nachfolgende Rückgang wurde teilweise aufgehalten durch Anbau von Kokos, Kaffee, Indigo und Arzneipflanzen. Die Fischerei entwickelte sich nie zu einem Gewerbezweig. Die Bevölkerung betrug zu Beginn des Zweiten Weltkriegs etwa 1100, davon 103 auf Kita-Iwojima und der Rest auf der Hauptinsel Iwojima. Diese Zivilbevölkerung wurde während des Zweiten Weltkriegs 1944 evakuiert.
Ab 1940 bildeten die bis dahin gemeindefreien Inseln die Gemeinde (mura) Iōtō (硫黄島村). Die Gemeindeverwaltung hatte ihren Sitz auf Iwojima im Ortsteil Higashi (West).
Die Schlacht um Iwojima – 15. Februar bis ca. 26. März 1945, einzelne Kampfhandlungen noch im Juni 1945 – gehörte zu den verlustreichsten Gefechten des Pazifikkrieges. Das Hissen der amerikanischen Flagge auf der Insel (Raising the Flag on Iwo Jima) gehört zu den bekanntesten Fotografien der Neuzeit. In der Folge wurden bis heute Schiffe nach der Inselgruppe benannt (Iwo-Jima-Klasse).
Bei der Rückgabe der Inseln durch die Vereinigten Staaten an Japan 1968 wurden die Inseln in die neu gebildete Gemeinde Ogasawara eingegliedert.

## Galerie

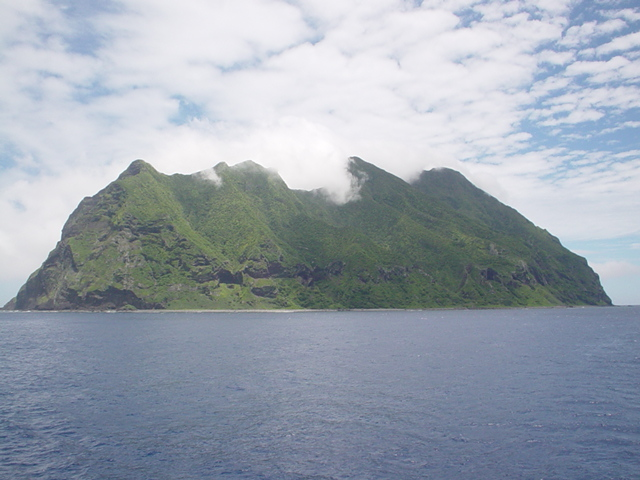
Kita Iwo Jima
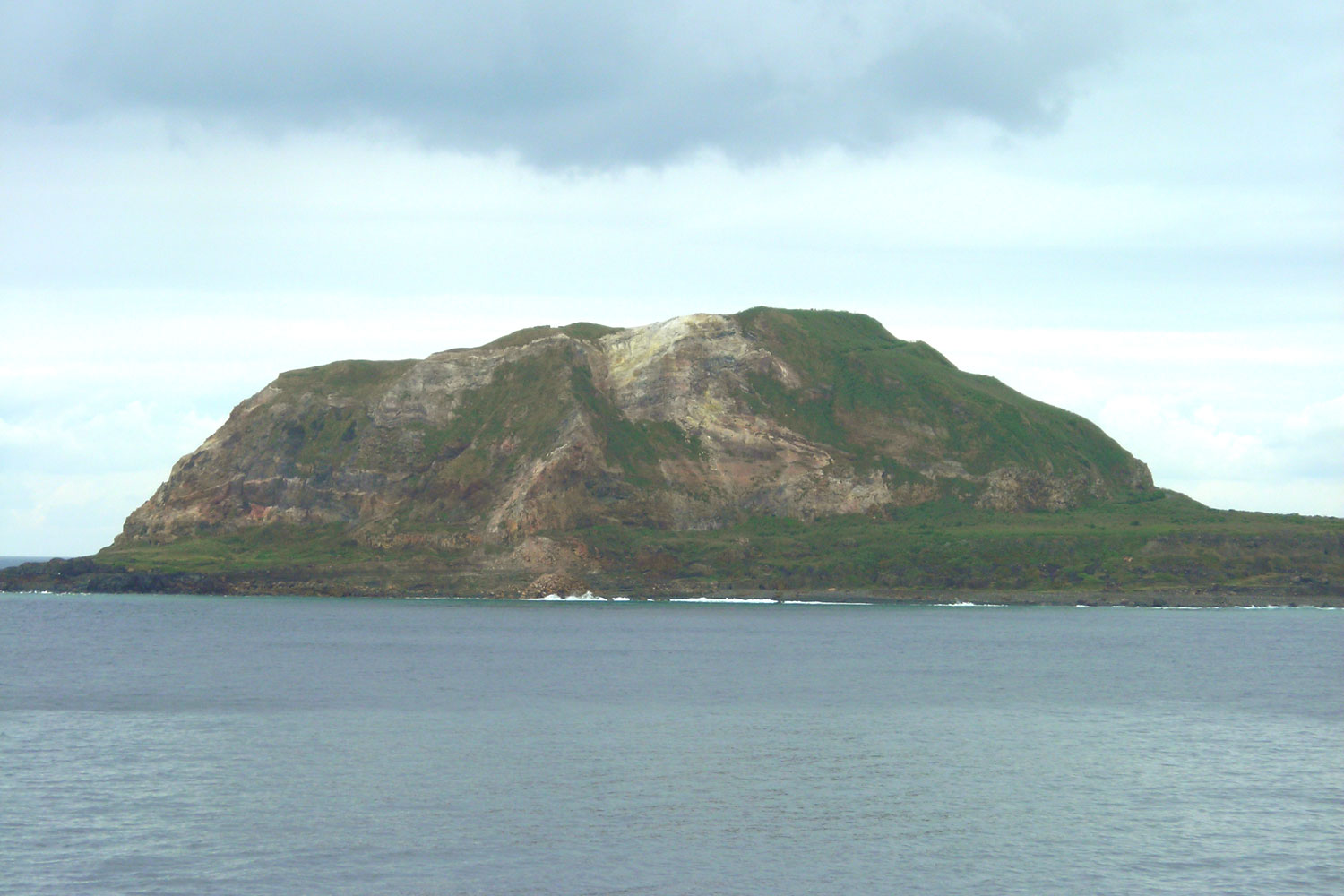
Iwo Jima
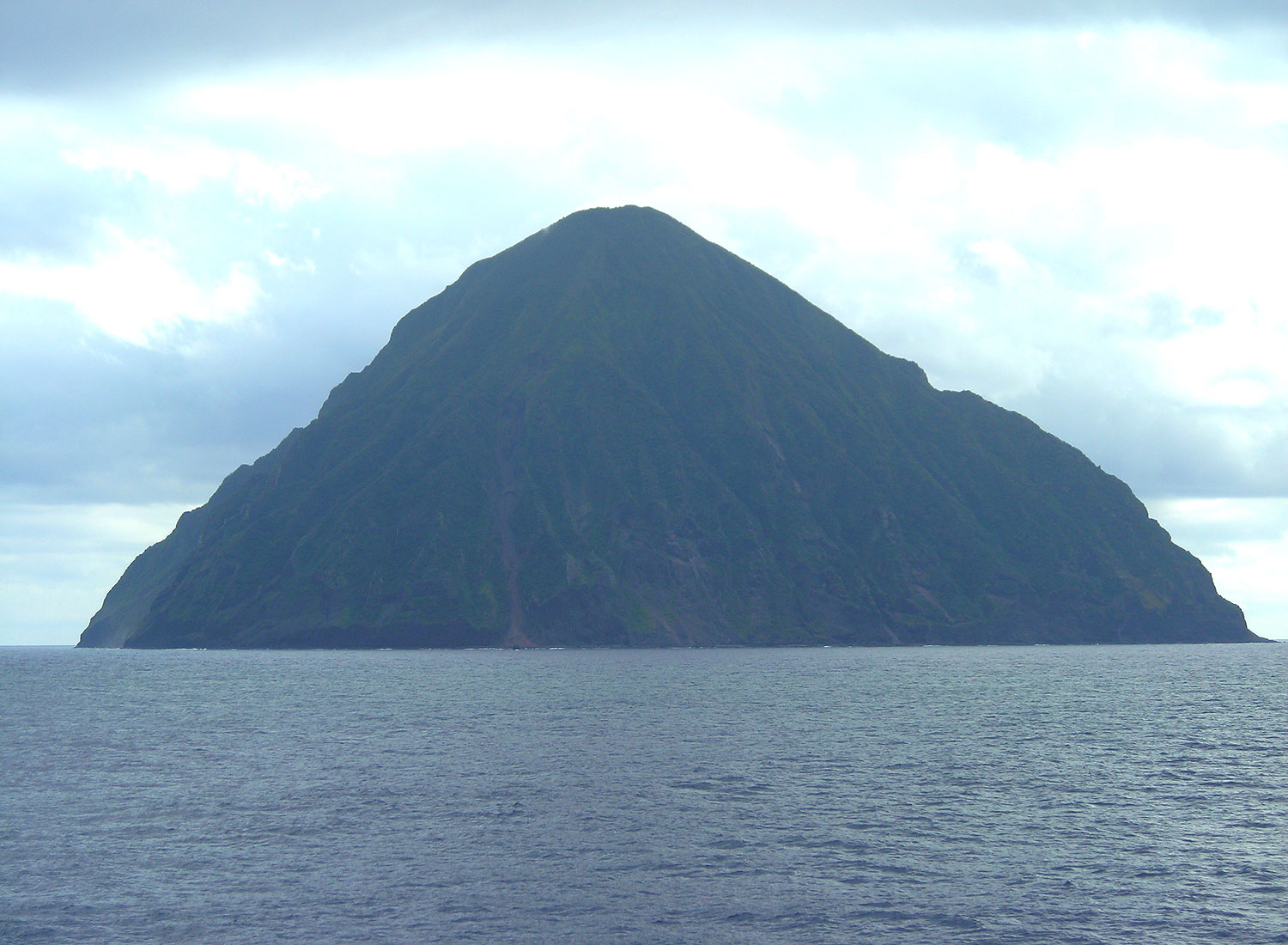
Minami Iwo Jima
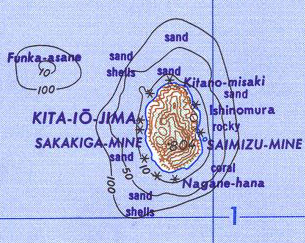
Karte von Kita Iwo Jima
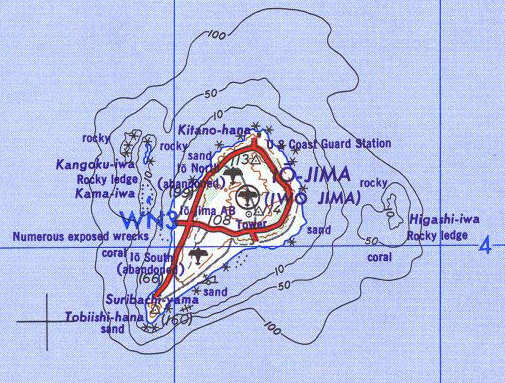
Karte von Iwo Jima
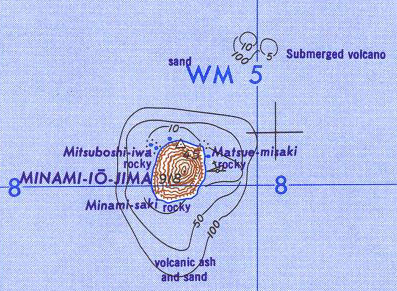
Karte von Minami Iwo Jima